# Knutepunkt
Knutepunkt est une convention annuelle de conférences sur le jeu de rôle grandeur nature, tenue depuis 1997 dans les pays scandinaves. Cet évènement est une institution majeure dans l'établissement du concept de « larp nordique », approche expérimentale ou d'avant-garde du grandeur nature dans les pays nordiques, et plus globalement des différentes formes de jeu de rôle. 
Ce concept de larp nordique vise notamment à l'expérimentation des formes possibles et à la reconnaissance du jeu de rôle grandeur nature en tant que forme d'art. Ces jeux expérimentaux se focalisent par exemple sur les revendications politiques et sociales (utopies, actions humanitaires), des expériences physiques ou psychologiques brutales pour les joueurs (enfermement, torture, violences), des aspects immersifs poussés (jeu permanent, interaction avec non-joueurs), des techniques de pointe, des systèmes narratifs originaux... etc. Le champ des conférences Knutepunkt s'est étendu au fil des années à des pratiques connexes, et à la présentation et comparaison des pratiques d'autres pays. 
Le nom de la convention varie selon le pays d'accueil : Knutepunkt est le terme norvégien pour « point de rencontre », les conventions en Suède sont nommées Knutpunkt, Knudepunkt au Danemark, Solmukohta en Finlande.

## Conventions
- Knutepunkt 1997 Oslo (Norvège)
- Knutpunkt 1998 Stockholm (Suède)
- Knudepunkt 1999 Copenhague (Danemark)
- Solmukohta 2000 Helsinki (Finlande)
- Knutepunkt 2001 Oslo
- Knutpunkt 2002 Stockholm
- Knudepunkt 2003 Copenhague
- Solmukohta 2004 Espoo (Finlande)
- Knutepunkt 2005 Oslo
- Knutpunkt 2006 Barnens Ö (Suède)
- « Knudepunkt 2007 »(Archive.org • Wikiwix • Archive.is • Google • Que faire ?). Helsinge (Danemark)
- Solmukohta 2008 Nurmijärvi (Finlande)
- Knutepunkt 2009 Oslo
- Knutpunkt 2010 Katrineholm (Suède)
- Knudepunkt 2011. Helsinge (Danemark)

## Publications
Chaque convention a donné lieu à une publication en anglais :
- Anette Alfsvåg, Ingrid Storrø, Erlend Eidsem Hansen (eds.): The Book. Knudepunkt 2001. no ISBN
- Morten Gade, Line Thorup & Mikkel Sander (eds.): As Larp Grows Up. Knudepunkt 2003.  (ISBN 87-989377-0-7). https://web.archive.org/web/20060718051716/http://www.laivforum.dk/kp03_book/
- Markus Montola & Jaakko Stenros (eds.): Beyond Role and Play. Solmukohta 2004.  (ISBN 952-91-6842-X). http://www.ropecon.fi/brap/
- Petter Bøckman & Ragnhild Hutchison (eds.): Dissecting Larp. Knutepunkt 2005.  (ISBN 82-997102-0-0) (print)  (ISBN 82-997102-1-9) (online) http://knutepunkt.laiv.org/kp05/
- Thorbiörn Fritzon & Tobias Wrigstad (eds.) : Role, Play, Art. Knutpunkt 2006.  (ISBN 91-631-8853-8) . http://jeepen.org/kpbook/
- Jesper Donnis, Morten Gade & Line Thorup (eds.): Lifelike. Knudepunkt 2007.  (ISBN 978-87-989377-1-5). http://www.liveforum.dk/kp07book/
- Jaakko Stenros & Markus Montola (eds.): Playground Worlds. Solmukohta 2008.  (ISBN 978-952-92-3579-7) (print)  (ISBN 978-952-92-3580-3) [PDF] http://www.ropecon.fi/pw/
- Matthijs Holter, Eirik Fatland & Even Tømte (eds.): Larp, the Universe and Everything. Knutepunkt 2009.  (ISBN 978-82-997102-2-0) http://knutepunkt.laiv.org/2009/book/
- Larsson, Elge (ed.): Playing Reality. Knutpunkt 2010 | Interacting Arts.  (ISBN 978-91-977140-1-3) (print)  (ISBN 978-91-977140-2-0) [PDF] http://interactingarts.org/pdf/Playing%20Reality%20(2010).pdf
- Thomas Duus Henriksen, Christian Bierlich, Kasper Friis Hansen & Valdemar Kølle (eds.): Think Larp - Academic Writings from KP2011. Published by Rollespilsakademiet in conjunction with the Knudepunkt 2011 conference.  (ISBN 978-87-92507-04-4) http://rollespilsakademiet.dk/kpbooks/think_larp_web.pdf
- Claus Raasted (ed.): Talk Larp - Provocative Writings from KP2011. Published by Rollespilsakademiet in conjunction with the Knudepunkt 2011 conference.  (ISBN 978-87-92507-05-1) http://rollespilsakademiet.dk/kpbooks/talk_larp_web.pdf
- Lars Andresen, Charles Bo Nielsen, Luisa Carbonelli, Jesper Heebøll-Christensen, Marie Oscilowski (eds.): Do Larp - Documentary Writings from KP2011. Published by Rollespilsakademiet in conjunction with the Knudepunkt 2011 conference.  (ISBN 978-87-92507-06-8) http://rollespilsakademiet.dk/kpbooks/do_larp_web.pdf